# Gaspar Corte-Real
Gaspar Corte-Real (vers 1450 - 1501) est un explorateur portugais. Il était le plus jeune des trois fils de João Vaz Corte-Real, ses frères étaient Miguel et Vasco Anes. Ses expéditions dans le nord de l'Atlantique sont considérées comme parmi les premières à avoir permis d'atteindre ce qui sera finalement nommé Terre-Neuve et d'autres parties de l'est du Canada.

## Jeunesse
On ne sait presque rien de sa jeunesse. Il a été vraisemblablement au service du duc de Beja, futur roi Manuel Ier de Portugal. Cadet de famille, il ne bénéficiait pas des titres de ses aînés. On suppose qu'il s'est établi assez jeune à Angra do Heroísmo, d'où il gérait les terres de son père. Celui-ci se serait emparé d'autres terres en juin 1480, en abusant de son mandat de capitaine-donataire, et les aurait cédées à Gaspar en toute illégalité.

## Explorations
Les découvertes de Christophe Colomb entraînent un regain d'intérêt pour l'exploration vers l'ouest. À la fin du XVe siècle, à une époque qu'il est aujourd'hui impossible de préciser, Gaspar entreprend une ou plusieurs expéditions maritimes depuis Terceira, à ses frais, probablement sans succès.

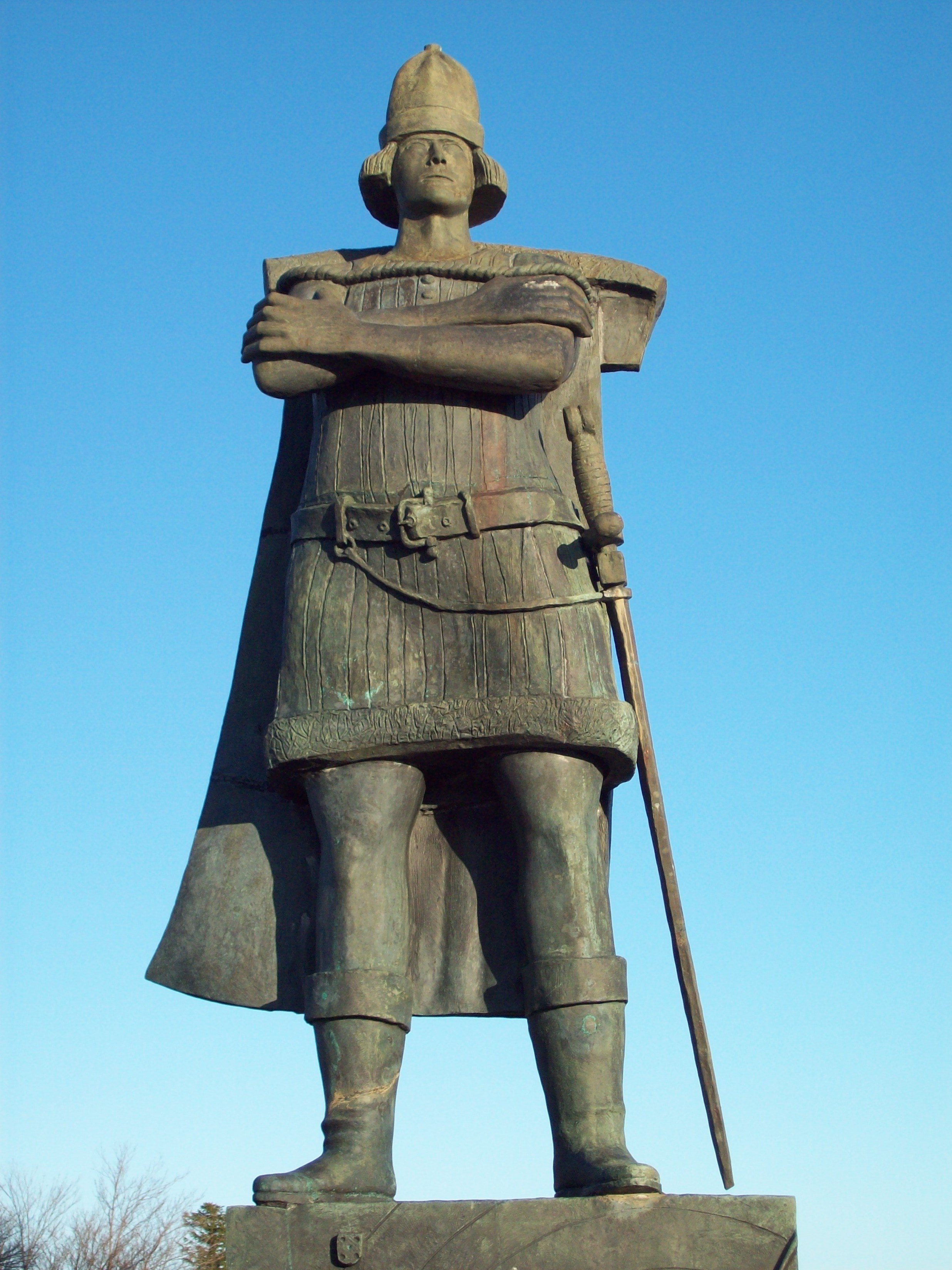
Statue de Gaspar Corte-Real à Saint-Jean de Terre-Neuve.

Le 12 mai 1500, Manuel Ier de Portugal lui accorde une série de lettres patentes, où il lui octroie et fait donation « de toutes îles ou terres fermes qu'il pourra découvrir, » transmissible à ses héritiers, ainsi qu'un quart net de tous les revenus directs et indirects. Corte-Real espère aussi trouver le passage du Nord-Ouest vers l'Asie, suggéré pour la première fois par le navigateur vénitien Jean Cabot en 1490.
Gaspar Corte-Real part de Lisbonne au commencement de l'été 1500 avec un navire bien équipé, soutenu financièrement par son frère Miguel. Vers septembre ou octobre, il atteint une terre septentrionale où règne un climat très froid, qu'il nomme Terra verde (Terre verte, aujourd'hui le Groenland), mais ne peut y débarquer en raison des conditions météorologiques.
Fin décembre 1500 ou début janvier 1501, il entreprend une seconde expédition, toujours soutenu par son frère. Après avoir navigué à cap constant pendant plusieurs semaines sans rien découvrir, il rencontre de fortes banquises, et doit virer au nord-ouest. Il continue dans cette direction et aperçoit, entre le nord-ouest et l'ouest, une grande contrée. Il s'agit probablement du Labrador et de Terre-Neuve, cartographiée par Jean Cabot et João Fernandes Lavrador, où il capture environ soixante autochtones Béothuks. D'après Pietro Pasqualigo, ceux-ci possèdent quelques artéfacts européens. Gaspar Corte-Real renvoie deux des navires au Portugal avec ces esclaves avant de continuer lui-même vers le sud. Il disparaît ensuite sans laisser de trace. Les autres navires rentrent au Portugal en octobre 1501.
Son frère tente de le rechercher en 1502 et disparaît à son tour ; une expédition affrétée par le roi (qui refuse catégoriquement de laisser le troisième frère Corte-Real y participer) l'année suivante ne trouve aucun signe d'eux.

## Sources
- (fr) Biographie sur le Dictionnaire biographique du Canada en ligne
- Cet article contient des extraits de : Henry Harrisse, Les Corte-Real et leurs voyages au Nouveau-monde, mémoire[9].